# Теребуново
Теребуново — деревня в Окуловском муниципальном районе Новгородской области, относится к Боровёнковскому сельскому поселению.
Деревня расположена между Белым и Чёрным озером (на восточном берегу Белого озера) на Валдайской возвышенности, в 18 км к северо-западу от Окуловки (27 км по автомобильной дороге), до административного центра сельского поселения — посёлка Боровёнка 6 км (7 км по автомобильной дороге).
| 2010 |
| ---- |
| 1    |

Неподалёку, на противоположном берегу озера Белое — деревня Большое Боротно, а на берегах озера Чёрного есть ещё две деревни: Горки и Наволок.

## История
Археологические исследования, проводившиеся на территории района, указывают на то, что самым заселённым местом в районе с неолита и в средневековье была местность в районе деревни и к востоку. В округе есть группа сопок высотой до 10 м, два жальника, два селища, гранитный валун с вырубленным изображением креста на верхнем склоне холма возле истока реки Волмы в 1,3 км севернее деревни.
В Новгородской земле — центр Теребуновского погоста (упоминается также и как погост Теребунов) в Деревской пятине. Известно что во время похода на Новгород 15 ноября 1475 года Иван III останавливался в селе Теребуново. По писцовым книгам Деревской пятины с 1495 года числится как сельцо Теребуново с церковью Великий Егорий. Название от древнерусского теребити, то есть расчищать под пашню. Есть и другая версия — от теребить лён.
В 1864 году священником Теребуновского погоста был Михаил Романович Романович (возможно Михаил Михайлович Романович). Позднее приход был передан священнику Михаилу Ивановичу Добрякову.
В Новгородской губернии село было приписано к Заручевской волости Крестецкого уезда, а с 30 марта 1918 года Маловишерского уезда. До 1905 года здесь находился дом родителей художника Сергея Михайловича Романовича — Михаил Михайловича и Софьи Александровны, а сам он, в детстве бывал в доме своих родителей, дед Сергея Михайловича — Михаил Михайлович Романович был священником и служил в Теребуновском приходе. Село известно, как место проведения ярмарок в уезде.
До 2005 года деревня входила в число населённых пунктов подчинённых администрации Боровёнковского сельсовета, после вошла в число населённых пунктов Боровёнковского сельского поселения.

## Транспорт
Ближайшая железнодорожная станция расположена в Боровёнке. Через деревню проходит автомобильная дорога из Боровёнки в Заручевье.